# Curt Schimmelbusch
Curt Theodor Schimmelbusch (ur. 16 listopada 1860 w Groß-Nogath, zm. 2 sierpnia 1895 w Berlinie) – niemiecki lekarz patolog. Zajmował się zagadnieniami aseptyki i patomorfologii. Jego nazwisko związane jest z wymyśloną przezeń maską (tzw. maska Schimmelbuscha) do znieczulenia eterowego oraz cała gamą różnego kształtu pojemników przeznaczonych do sterylizacji narzędzi medycznych (tzw. puszek Schimmelbuscha). Opisał też chorobę gruczołu piersiowego znaną dziś jako choroba Schimmelbuscha.

## Życiorys
Studiował nauki przyrodnicze we Fryburgu i Monachium oraz medycynę w Würzburgu, Berlinie i Halle. W 1886 roku został doktorem medycyny. Podjął pracę asystenta w Instytucie Anatomicznym u Karla Josepha Ebertha. Od 1888 roku pracował w szpitalu w Kolonii. Od 1889 w Berlinie, był asystentem Ernsta von Bergmanna. W 1892 roku habilitował się i został Privatdozentem.